# Général de division
Pour un article plus général, voir Général.

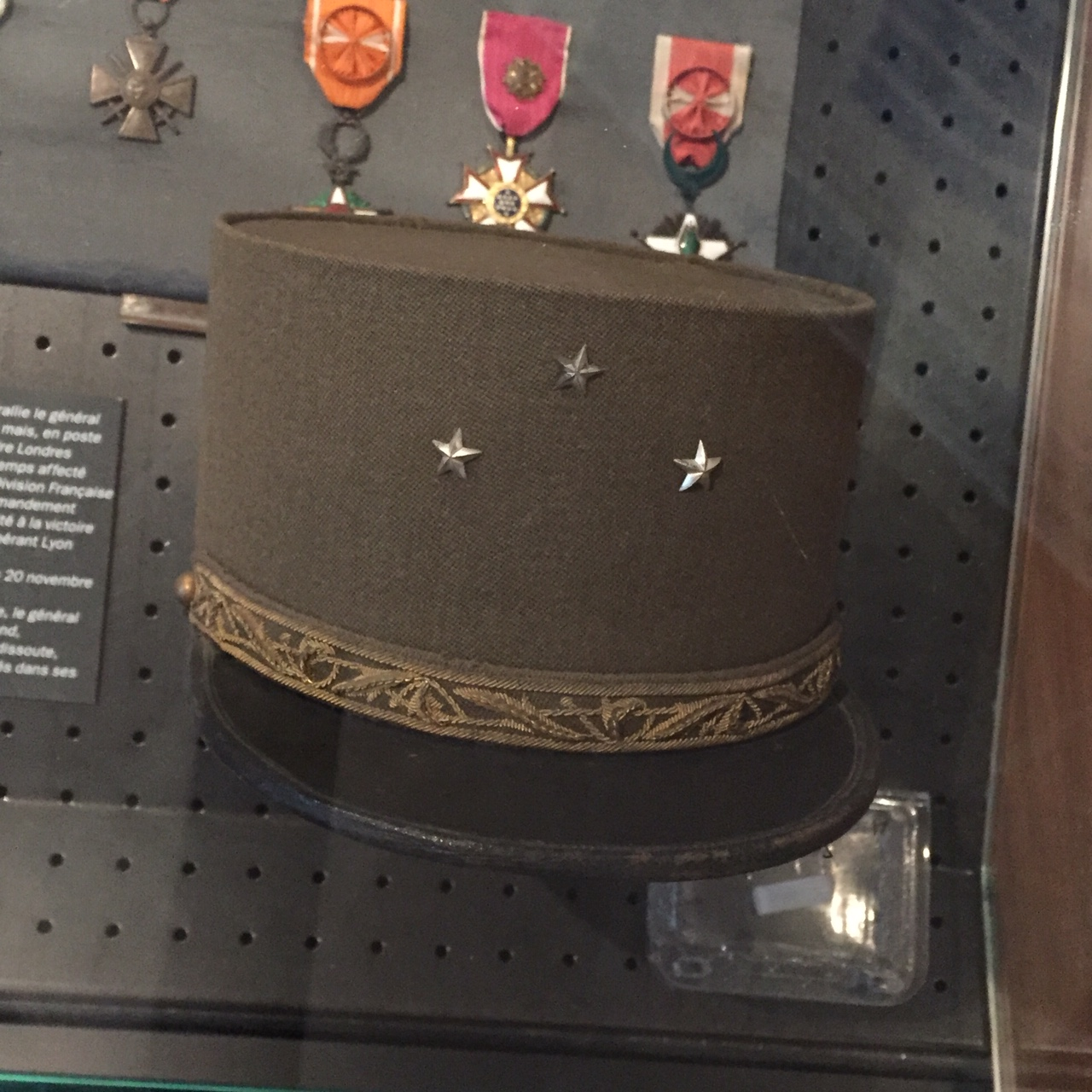
Un képi de général de division français.

Général de division ou divisionnaire est une désignation de grade pour un officier général qui est un commandant de division dans le système révolutionnaire français dans plusieurs armées. Il correspond aux grades de major général et général-major dans d'autres armées. Il commande généralement une division. Dans certains pays d'Amérique latine, comme le Brésil et le Chili, le général de division correspond au grade de lieutenant général. De plus, le général de division est utilisé comme traduction du lieutenant général, qui a été utilisée comme grade de commandants de division au Japon et à Taiwan. Par conséquent, il est « OF-7 » ou « OF-8 » selon les pays dans le code de l'Otan.

## Allemagne
En Allemagne, le grade de général de division correspond, depuis 1955, au grade de Generalmajor dans la Bundeswehr.
Dans les armées allemandes historiques, comme la Deutsches Heer (1871-1918), la Reichsheer (1919-1935), la Heer ou la Luftwaffe de la Wehrmacht (1935-1945), il correspondait au grade de Generalleutnant.

## Autriche-Hongrie
Le grade de « Feldmarschalleutnant » dans l'empire d'Autriche-Hongrie correspond au grade de général de division de l'armée française.

## Brésil
En Brésil, le grade de general de divisão (code OTAN:OF-8)  est le second grade des officiers généraux dans l'Armée de terre, au-dessus du grade de general de brigada et en dessous du grade de general de exército. L'équivalent dans la Force aérienne est major brigadeiro et dans la Marine est vice almirante.
|                            |                            |                    |
| Armée de terre brésilienne | Force aérienne brésilienne | Marine brésilienne |

## France
Depuis un décret du 6 juin 1939, des généraux de division peuvent prendre « rang et appellation » de général de corps d'armée ou de général d'armée, avec des responsabilités et des privilèges supérieurs.
Un général de division, s'il est affecté sur le terrain, commande une division, unité composée de plusieurs brigades. Son insigne est composée de trois étoiles.
Sous l'Ancien Régime, la restauration et la monarchie de juillet, plusieurs officiers portaient le titre de lieutenant-général. D'une manière générale, ce titre désignait un suppléant ou un délégué investi de tous les pouvoirs de la personne qu'il est censé remplacer.
Pendant la Première Guerre mondiale, les officiers généraux avaient un système à deux grades. Ainsi, compte tenu de l'équilibre du personnel avec les officiers généraux d'autres pays, la grade du képi et des manches de bleu horizon pour les commandans de corps d'armée et au-dessus de l'insigne était promulgué avec une seule barre au-dessus ou au-dessous de l'étoile. Sa désignation de grade était "Général de division ayant un commandement supérieur", correspondant au grade quatre étoiles.   

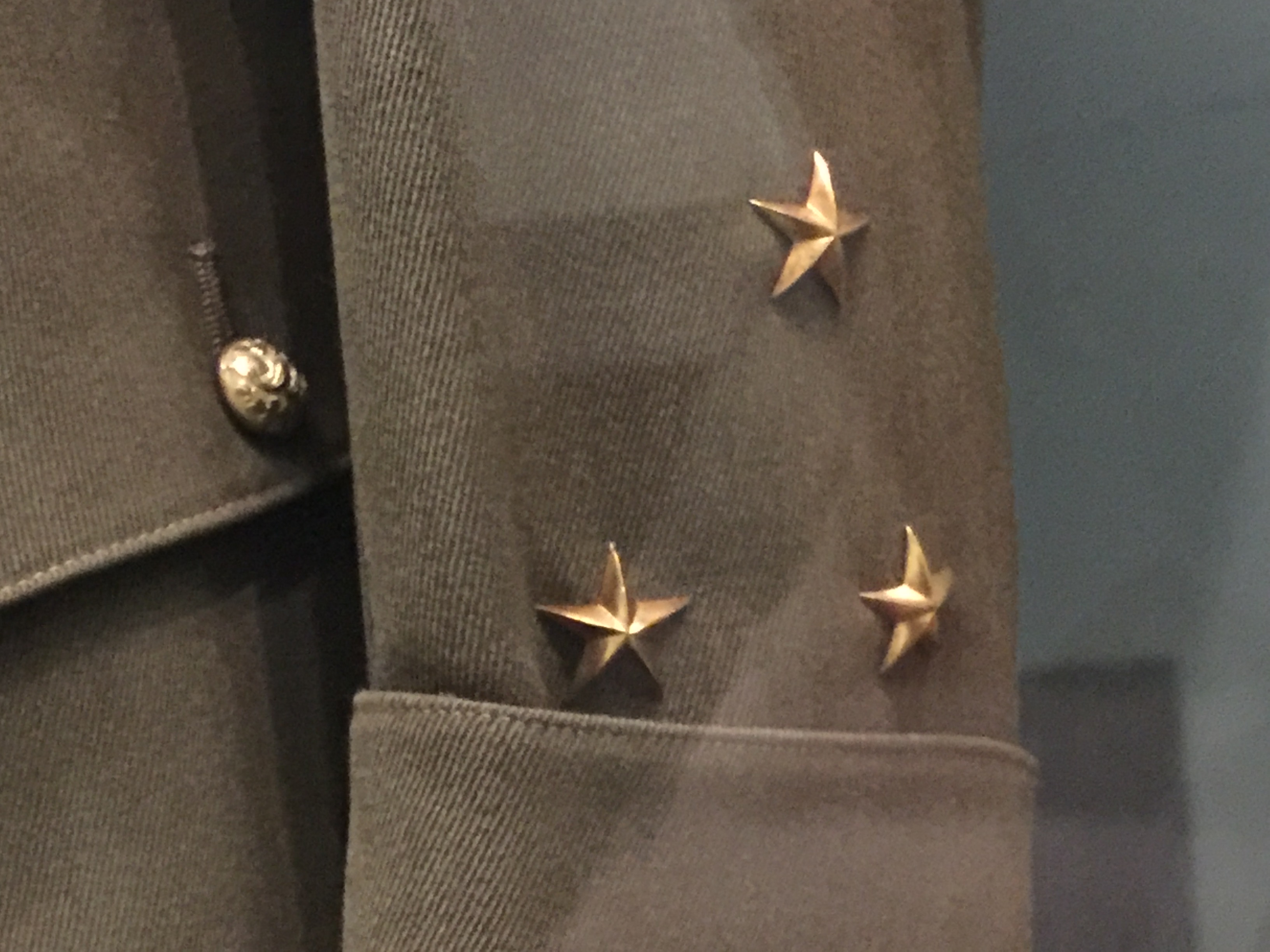
Les 3 étoiles de division.
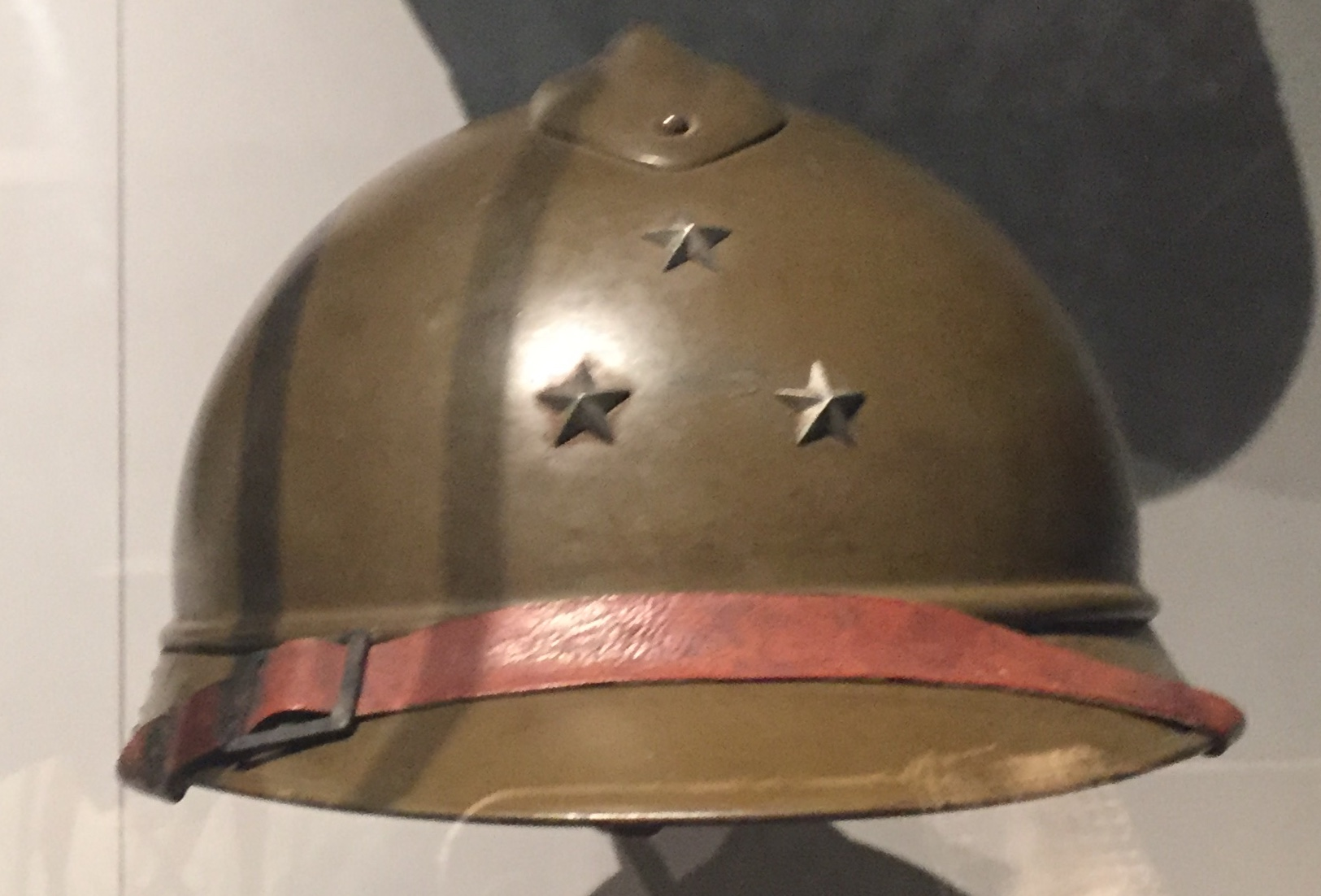
Un casque Adrian de général de division
Insigne porté par les « Généraux de division ayant un commandement supérieur » pendant la Première Guerre mondiale.

| France                                  | Grades de l'Armée de l'air   |                                   |
| Précédé par Général de brigade aérienne | Général de division aérienne | Suivi par Général de corps aérien |

| France                         | Grades de l'Armée de terre |                                    |
| Précédé par Général de brigade | Général de division        | Suivi par Général de corps d'armée |

| Grades de la Gendarmerie nationale française Général de division |  |                                    |
| Précédé par Général de brigade                                   |  | Suivi par Général de corps d'armée |

Dans la Marine nationale française, l'équivalent est le grade de Vice-amiral.

## Italie
En Italie, l'insigne du grade de général de division (Generale di divisione) est composé de deux étoiles et d'un "Grec" pour l'Esercito Italiano, l'Arma dei Carabinieri et la Guardia di Finanza par un losange, un binaire et un grec pour l'Aeronautica Militare. Celui du grade correspondant d'amiral divisionnaire (ammiraglio di divisione) de la Marina Militare ou d'amiral inspecteur (Ammiraglio Ispettore) par un insigne, un spaghetti et une grec. La présence d'une étoile cerclée d'or indique plutôt des promotions à titre honorifique.
En 1997, les grades d'officiers généraux ont été renommés de général de brigade (Generale di brigata), général de division (Generale di divisione) et général de corps d'armée (Generale di Corpo d'Armata) en brigadier-général (Brigadier Generale), major-général (Maggior Generale) et lieutenant-général (Tenente Generale) et le grade de général quatre étoiles a également été créé pour le seul chef d'état-major des armées.
Depuis le 16 décembre 2004, à la suite de la loi no 299 du 2 décembre 2004, les désignations des officiers généraux des "armes" sont revenues aux désignations classiques: "Generale di Brigata", "Generale di Divisione" et "Generale di Corpo d'Armata" tandis que les désignations de "Brigadier Generale", "Maggior Generale" et "Tenente Generale" sont restées en vigueur pour les officiers généraux du corps technique et logistique.
Certains généraux de division ou major-général portent une troisième étoile fonctionnelle (ou équivalente), avec une bordure rouge, représentant une affectation spéciale ou la prise en charge d'une affectation de commandement/personnel du grade supérieur.
Les officiers généraux portant ces insignes occupent les postes suivants:
- Directeur du Bureau central du budget et des affaires financières (abréviation télégraphique : BILANDIFE) (s'il s'agit d'un major-général ou d'un grade équivalent) ;
- Directeur général de la santé militaire de la défense (s'il s'agit d'un major-général ou d'un grade équivalent) ;
- Directeur général de l'intendance et des services généraux de la défense (s'il s'agit d'un major-général ou d'un grade équivalent) ;
- Chefs de corps et d'armes des forces armées italiennes (s'il s'agit d'un général de division ou grade équivalent) ;
- Commandant général des capitaines de port (amiral inspecteur (ammiraglio ispettore))[4].

Esercito

Insigne d'épaulette de général de division
Insigne pour général de division ayant des fonctions supérieures
Insigne de cuirasse de général de division à titre honoraire

Marina Militare, Aviazione Militare et Arma dei Carabinieri

Insigne d'amiral de division ou d'amiral inspecteur de la Marina Militare
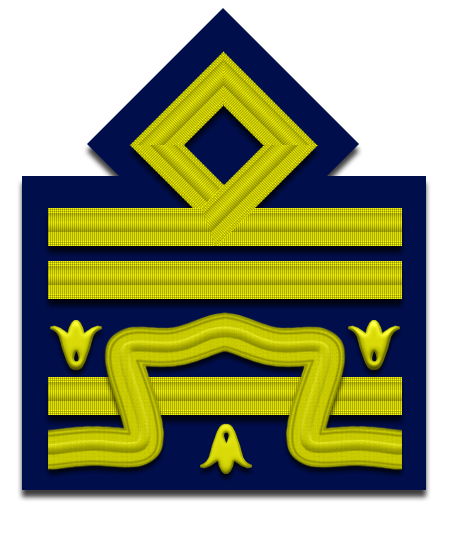
Insigne pour la division aéroportée générale de l'Aeronautica Militare
Insigne d'épaule de général de division de l'Arma dei Carabinieri

## Suisse
Le grade militaire de divisionnaire (allemand : Divisionär, italien : Divisionario) est un grade de l'armée suisse d'officier général, immédiatement situé au-dessus de brigadier et au-dessous de celui de commandant de corps, le plus élevé en temps de paix. Il commande une division.

Insigne du grade de divisionnaire de l'armée suisse
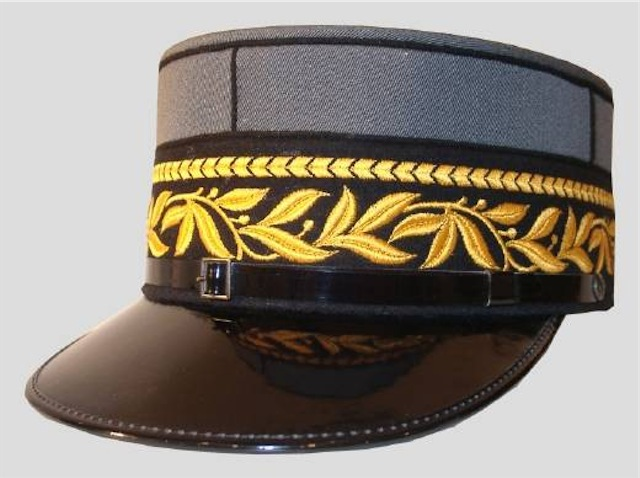
Képi

## Autres pays
Dans les énumérés ci-dessous, le grade indiqué peut être traduit par ≪ général de division ≫ et il s'agit, dans la plupart des cas, du deuxième grade des généraux ; les codes ≪ OF-8 ≫ ou ≪ OF-7 ≫ font référence aux codes employés dans l'OTAN pour l'armee de terre ou pour l'armée de l'air :

### Armée de terre
| Pays                       | Grade                                      | Insigne |
| -------------------------- | ------------------------------------------ | ------- |
| Chili                      | General de división (Code OTAN:OF-8)       |         |
| Espagne                    | General de División                        |         |
| Italie                     | generale di divisione                      |         |
| Japon                      | 陸将 (Rikushō) (Code OTAN:OF-8)            |         |
| Japon                      | 陸軍中将 (Rikugun-chūjō) (Code OTAN:OF-8), |         |
| Mexique                    | general de división (Code OTAN:OF-8)       |         |
| Pays Arabes (sauf Tunisie) | لواء                                       |         |
| Pologne                    | Generał dywizji                            |         |
| Taïwan                     | 中將 (Zhōng Gjiáng) (Code OTAN:OF-8)       |         |
| Tunisie                    | فريق (Fariq) Général de division           |         |

### Armée de l'air
| Pays    | Grade                                | Insigne |
| ------- | ------------------------------------ | ------- |
| Chili   | General de aviación (Code OTAN:OF-8) |         |
| Espagne | General de División                  |         |
| Italie  | generale di divisione aerea          |         |
| Japon   | 空将 (Kūshō) (Code OTAN:OF-8)        |         |
| Mexique | general de división (Code OTAN:OF-8) |         |
| Pologne | Generał dywidji                      |         |
| Taïwan  | 中將 (Zhōng Gjiang) (Code OTAN:OF-8) |         |
| Tunisie | فريق (Fariq) Général de division     |         |